# ارامودوگولا (۲)
ارامودوگولا (به لاتین: Eramudugolla) یک منطقهٔ مسکونی در سری‌لانکا است که در استان مرکزی (سری‌لانکا) واقع شده‌است.